# Pandanus galorei
Pandanus galorei är en enhjärtbladig växtart som beskrevs av Benjamin Clemens Masterman Stone. Pandanus galorei ingår i släktet Pandanus och familjen Pandanaceae. Inga underarter finns listade.